# غاليا كيسالبينا

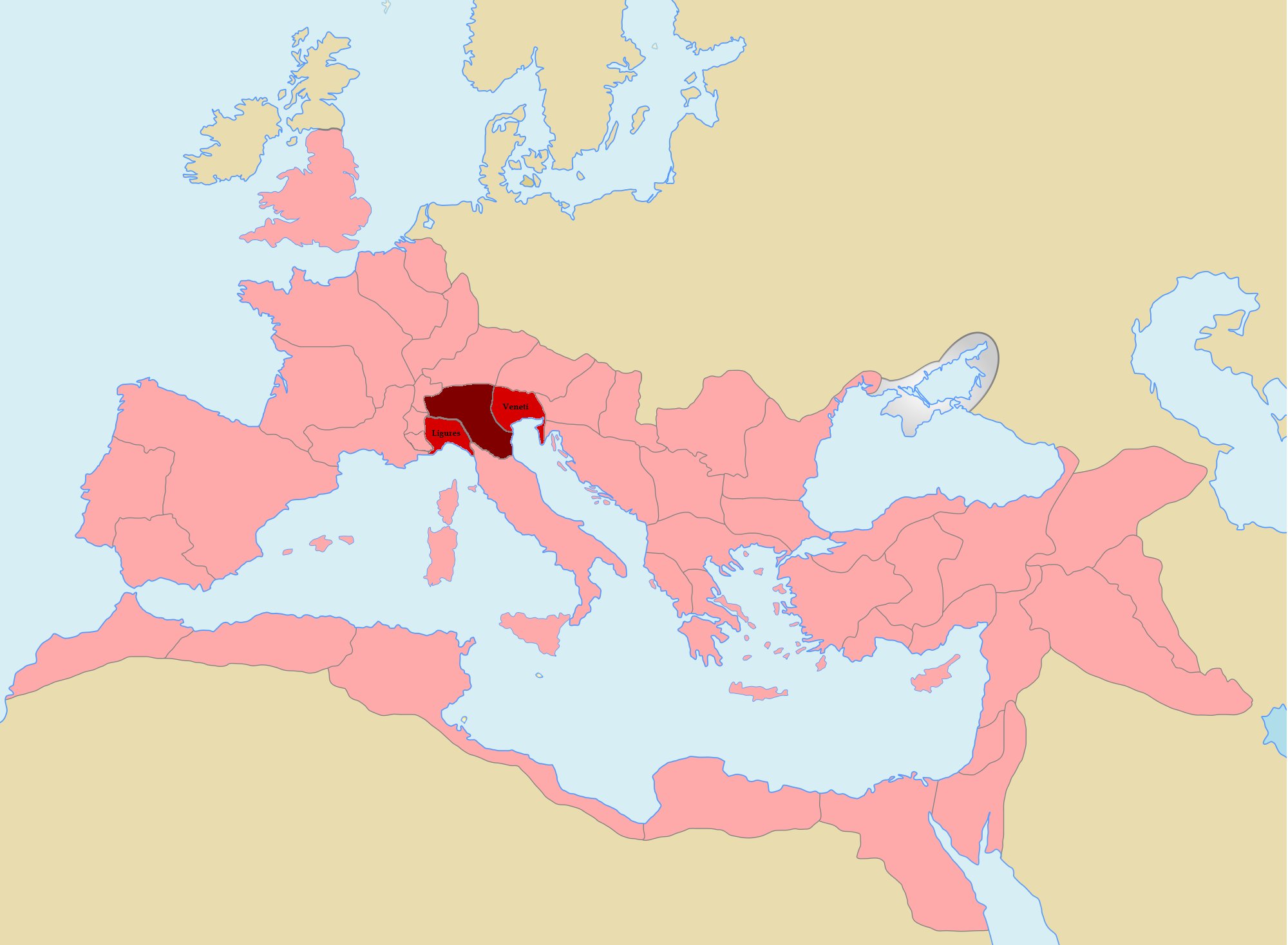

غاليا كيسالبينا (باللاتينية: Gallia Cisalpina) أو بلاد الغال على جانب الألب هو إقليم قديم في شمال إيطاليا وهو يقع شمال ليغوريا وأومبريا وجنوب الألب، وكانت تقطنها العديد من القبائل الكلتية وغيرهم، وكان أهلها في نزاع دائم مع روما. وفي الأزمنة الأولى كانوا محاطين في الجنوب بإقليم ليغوريا ونهر أيسيس (إيسينو)، وفي زمن قيصر تراجعت حدودهم حتى نهر روبيكوني.
بعد الحرب البونية الثانية عاقبهم الجنرالات الرومان بشدة لمساعدتهم هانيبال، وقسم سولا الإقليم لقسمين وجعل الإقليم بين نهري أيسيس وروبيكون تابعا بشكل مباشر لحكومة روما بينما جعلوا القسم الشمالي تحت حكم ذاتي.